# Павлинчук Валерій Олексійович
Валерій Олексійович Павлинчук (рос. Валерий Алексеевич Павлинчук; 9 серпня 1937, Вінниця, Вінницька область, УРСР — 31 липня 1968, Обнінськ, Калузька область, РРФСР) — радянський фізик-ядерник та громадський діяч. Ініціатор та один із укладачів і редакторів збірок «Фізики жартують» та «Фізики продовжують жартувати».

## Біографія
Народився у Вінниці в родині військового. У 1962 році з червоним дипломом закінчив Уральський політехнічний інститут за фахом «інженер-фізик».
Після закінчення вишу почав працювати в теоретичному відділі Фізико-енергетичного інституту, паралельно викладав в Обнінській філії МІФІ. Проводив наукові дослідження у галузі ядерної фізики. Вступив до лав КПРС, був громадським секретарем парторганізації відділу, ініціював створення обнінської команди КВК. Часто їздив до Москви. Запрошував там відомих літераторів та інших цікавих людей виступити в Обнінську. За його інціативою до міста з виступами навідувалися письменники Костянтин Симонов, Володимир Тендряков, Володимир Дудінцев, Володимир Лакшин, Олександр Виноградов, історик Олександр Некрич, бард Юлій Кім. Декілька разів приїжджав Володимир Висоцький. Деяким із запрошених сиавили гострі питання: «Чи згодні ви з вироком Синявському та Данієлю? Чому не публікують Солженіцина?» та інші, на які нервово реагувала радянська влада.
У 1966 році разом з іншими молодим співробітниками Фізико-енергетичного інституту Валентином Турчиним, Миколою Работновим та Юрієм Конобєєвим випустив у видавництві «Мир» збірку навколонаукового гумору «Фізики жартують», і через два роки — «Фізики продовжують жартувати» тиражем 300 тисяч екземплярів.
У березні 1968 року за поширення інформаційного бюлетеня «Хроника текущих событий», що розцінювався як антирадянська література був виключений з КПРС та незабаром відсторонений від роботи у теоретичному відділі. Донос на нього написав начальник теоретичного відділу лауреат Ленінської премії Лев Миколайович Усачов. На цьому тлі у Павлинчука загострився пієлонефрит. Навіть до лікарні до нього приходили співробітники КДБ, намагаючись з'ясувати, звідки в нього взялася заборонена література і кому ще він її давав, проте Павлинчук мовчав.
Помер 30-річний науковець 31 липня 1968 року в обнінській лікарні. Похорон Павлинчука, шо відбувся 3 серпня, перетворився на демонстрацію. Серед друзів, що прийшли попрощатися були: Павло Литвинов, Лариса Богораз, Володимир Дремлюга. Траурна процесія з кількох сотень людей з труною рухалась центральним проспектом Обнінська. Міліція зупинила їх лише на площі перед інститутом, де працював Павлинчук. На цвинтар пустили лище родичів і найближчих друзів.
Похований в Обнінську на Кончаловському цвинтарі. За рік, коли на обнинському цвинтарі намагалися поставити пам'ятник вченому роботи скульптора-абстракціоніста Вадима Сідура, співробітники КДБ під загрозою розправи примусили родичів відмовитись від його встановлення. В результаті робота Сидура — постать людини, якій вистрілили в спину, — опинилася на Новодівичому цвинтарі в Москві, на могилі академіка Ігоря Тамма. Але через рік, коли пристрасті вщухли, Сидур створив інший пам'ятник Павлинчуку, з білого мармуру — могильний стовп, біля якого схилилася дівчина, що сховала обличчя у долонях.